# Оззи (горилла)
Оззи (ок. 1961 года — 25 января 2022 года) — самец западной равнинной гориллы африканского происхождения, который жил в штате Джорджия, в зоопарке Атланты. До своей смерти в возрасте 61 года он был самым старым зарегистрированным самцом гориллы, находившимся в неволе.

## Биография
Его поймали 1 июня 1963 года. Примерно в 3-летнем возрасте, 23 апреля 1964 года он был доставлен в Национальный центр исследования приматов Йеркса. В 1970-х годах учёные задействовали его в разных экспериментах.
В 1988 году Оззи перевели в тропический лес в зоопарке Атланты. Там он продолжал оставаться объектом поведенческих исследований. В 2009 году Оззи научился измерять собственное артериальное давление, вставив руку в сфигмоманометр, став первой гориллой, которая сделала это добровольно. Оззи общался с персоналом зоопарка посредством вокализации и стуков в двери и окна.
К 2013 году у Оззи было 12 детей, 9 внуков и 2 правнука. 20 июня 2021 года зоопарк отпраздновал 60-летие Оззи, признав тем самым его старейшим самцом гориллы в неволе.
Под конец жизни Оззи болел, у него были проблемы с сердцем и артрит, он почти ничего не ел и не пил. В 2022 году была усыплена 59-летняя самка гориллы Чумба, которая была «женой» Оззи на протяжении 15 лет. Он пережил её всего на несколько дней и умер в январе 2022 года. Директор зоопарка Реймонд Кинг выразил свою глубокую скорбь по этому поводу.